# Schafscheuer (Oberderdingen)

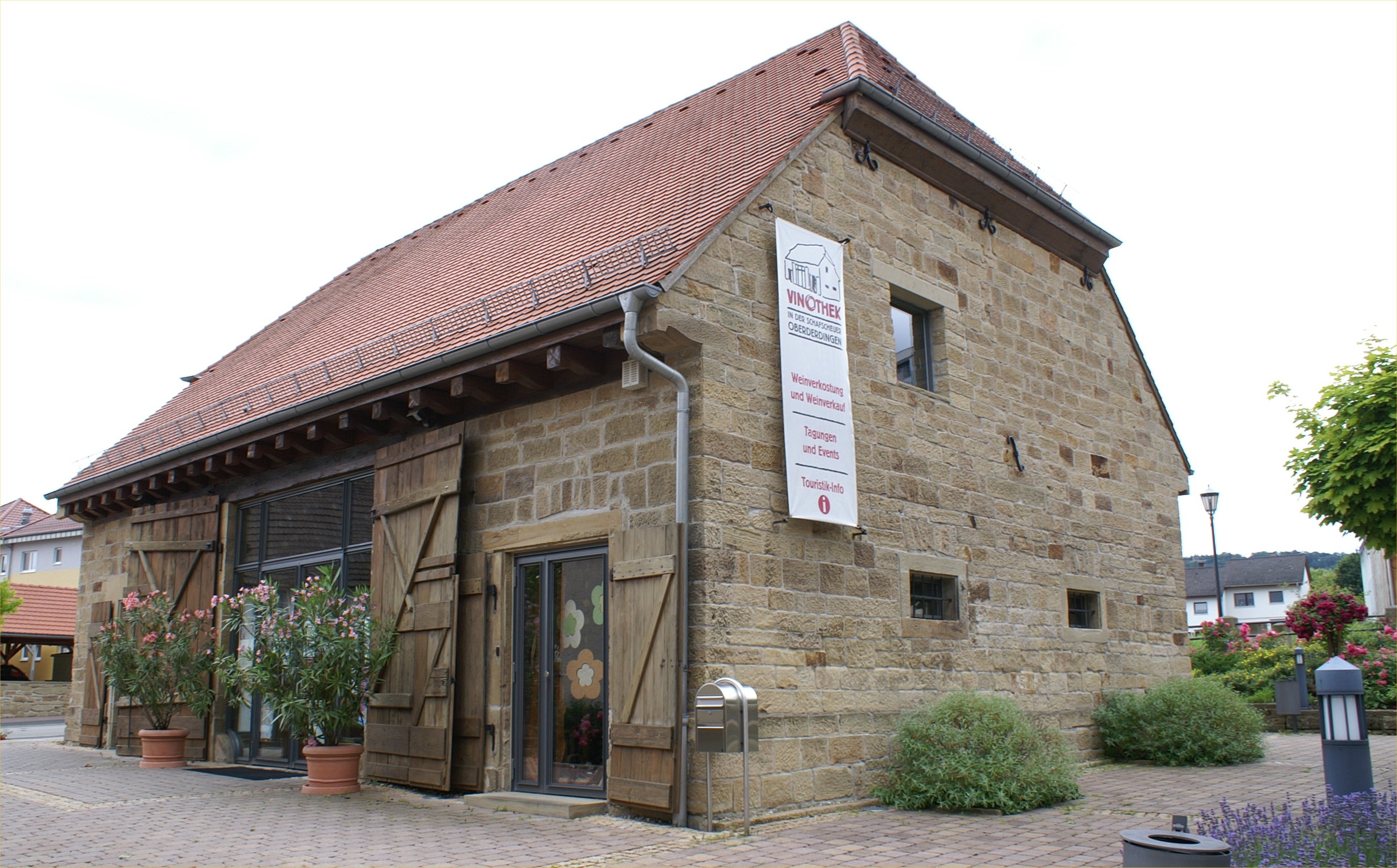
Schafscheuer in Oberderdingen

Die Schafscheuer in Oberderdingen, einer Stadt im Landkreis Karlsruhe (Baden-Württemberg), ist eine im Jahr 1867 errichtete Scheuer. Das Gebäude am Heinfelser Platz 3 ist ein geschütztes Baudenkmal.  
Das massive Sandsteingebäude wurde früher als Schafstall, Scheune und Lager genutzt. Es ist mit einem Krüppelwalmdach gedeckt. Im Jahr 2002 wurde es zu einem Bürger- und Kulturhaus umgebaut und beherbergt eine Touristikinformation, Vinothek und die Postagentur von Oberderdingen.